# أتيلا يوزيف
أتيلا يوزيف (بالمجرية: József Attila)‏ هو كاتب وشاعر مجري، ولد في 11 أبريل 1905 في بودابست في المجر، وتوفي في 3 ديسمبر 1937 في Balatonszárszó ‏ في المجر.

## السيرة الذاتية
وُلِد أتيلا يوزف في حي فيرينتسفاروش (Ferencváros)، وهو حي فقير في بودابست، عام 1905، لآرون يوزف، عامل في مصنع صابون من أصل سيكيلي وروماني من منطقة بانات، ولبوربالا بوتسه، فتاة فلاحية مجرية من أصول قُمانية؛ وكان له شقيقتان أكبر منه سنًا، إيتي ويولان. عندما بلغ أتيلا الثالثة من عمره، أُرسل للعيش مع أسرة حاضنة بعد أن هجر والده العائلة وأصيبت والدته بالمرض. في ذلك الوقت، لم يكن اسم "أتيلا" شائعًا؛ ولهذا السبب أطلق عليه والداه الحاضنان اسم "بيشتا"، وهو تصغير لاسم "إشتفان" المجري (الذي يُقابل "ستيفن").
من سن السابعة حتى الرابعة عشرة، عاد أتيلا للعيش مع والدته حتى توفيت بمرض السرطان عام 1919، عن عمر ناهز 43 عامًا فقط. وخلال تلك الفترة، كان يرتاد المدرسة ويعمل في وظائف متفرقة، ووصَف نفسه بأنه "ولد شوارع". بعد وفاة والدته، تولّى صهره أودون ماكاي رعايته، وكان رجلاً ميسور الحال نسبيًا، ما أتاح له تمويل دراسة أتيلا في مدرسة ثانوية جيدة.
في عام 1924، التحق أتيلا بجامعة فرانز جوزيف لدراسة الأدب الهنغاري والفرنسي، بنيّة أن يصبح معلّمًا في المرحلة الثانوية. إلا أنه طُرد من الجامعة، بعد أن اعتُبر غير مؤهل للتدريس، وذلك عقب كتابته لقصيدة ثورية واستفزازية بعنوان "بقلبٍ نقي" (Tiszta szívvel). حمل مخطوطاته وسافر إلى فيينا عام 1925، حيث كان يكسب رزقه من بيع الصحف وتنظيف المهاجع، ثم انتقل إلى باريس لمدة عامين تاليين، حيث درس في جامعة السوربون. خلال هذه الفترة، قرأ أعمال هيغل وكارل ماركس، اللذين جذبه نداءهما إلى الثورة، كما تأثر بأعمال فرانسوا فيّون، الشاعر واللص الشهير من القرن الخامس عشر. من الناحية المالية، كان يُدعَم يوزيف من خلال المبالغ القليلة التي كان يجنيها من نشر قصائده، بالإضافة إلى دعم راعيه، لايوس هتفاني. عاد إلى المجر والتحق بجامعة بست لمدة عام. بعد ذلك، عمل يوزيف مراسلًا باللغة الفرنسية في معهد التجارة الخارجية، ثم أصبح لاحقًا محررًا للمجلة الأدبية "الكلمة الجميلة" (Szép Szó).
مؤيدًا للطبقة العاملة، انضم أتيلا إلى الحزب الشيوعي المجري غير القانوني (KMP) في عام 1930. وقد صادرت النيابة العامة عمله الصادر عام 1931 بعنوان "أسقِط الرأسمال" (Döntsd a tőkét). أما مقاله اللاحق "الأدب والاشتراكية" (Irodalom és szocializmus)، فقد أدى إلى توجيه تهمة جنائية ضده. وفي عام 1936، تم طرده من الحزب الشيوعي المجري بسبب استقلاليته الفكرية واهتمامه بعلم نفس فرويد.
منذ طفولته، بدأ أتيلا يُظهر علامات على معاناة نفسية، وقد خضع للعلاج النفسي على يد أطباء مختصين بسبب الاكتئاب وانفصام الشخصية. وفي مرحلة البلوغ، أُرسل من قبل الدولة إلى مصحّة عقلية، حيث تم تشخيص حالته بـ "الوهن العصبي الشديد" (neurasthenia gravis). ويعتقد باحثون معاصرون أنه كان يعاني على الأرجح من اضطراب الشخصية الحدّية. لم يتزوّج أبدًا، وخاض عددًا محدودًا من العلاقات العاطفية، لكنه كان كثير الوقوع في الحب، خاصة مع النساء اللواتي كنّ يعالجنَه.
توفي أتيلا يوزيف في 3 ديسمبر 1937، عن عمر يناهز 32 عامًا، في بلدة بالاتون‌سارسو (Balatonszárszó). وكان في ذلك الوقت يقيم في منزل شقيقته وزوجها. لقي مصرعه بينما كان يزحف عبر مسارات السكك الحديدية، حيث سُحق تحت عجلات قطار كان في طور الانطلاق. ويوجد نصب تذكاري له قريب من المكان الذي توفي فيه. والرأي الأكثر شيوعًا هو أنه انتحر، وهي محاولة كان قد أقدم عليها من قبل؛ إذ كتب في ذلك اليوم خمس رسائل وداعية.

## وصلات خارجية
- أتيلا يوزيف على موقع IMDb (الإنجليزية)
- أتيلا يوزيف على موقع الموسوعة البريطانية (الإنجليزية)
- أتيلا يوزيف على موقع مونزينجر (الألمانية)
- أتيلا يوزيف على موقع ميوزك برينز (الإنجليزية)
- أتيلا يوزيف على موقع كينوبويسك (الروسية)